# Trstenická stezka
Trstenická stezka je označení pro starou zemskou stezku, spojující Čechy s Moravou, případně s Uhrami, známá též jako stezka Česká, Moravská či Královská. Mluví se o ní také jako o nejdůležitější stezce na českém území a jedné z hlavních východo-západních cest spojujících západ Evropy přes Česko s Pobaltím či s Orientem. Původní název se nezachoval, jménem Trstenická byla označena až v 19. století Hermenegildem Jirečkem podle tzv. zemské brány na Trstenici, kterou stezka procházela z Čech na Moravu.

## Význam stezky
Česká či Trstenická stezka, pokud existovala, vedla od nepaměti a tvořila spolu s nejdůležitějšími stezkami na našem území základ sítě starých cest, dělících se na hlavní cesty dálkové a z nich odbočující místní a spojovací vedlejší stezky. Jako na všech stezkách se i zde ve velké míře provozoval obchod a převážel se po ní chléb, sůl, ryby, plátno, len, obilí, železo, víno, dříví a mnoho dalšího zboží.

## Spory ohledně stezky

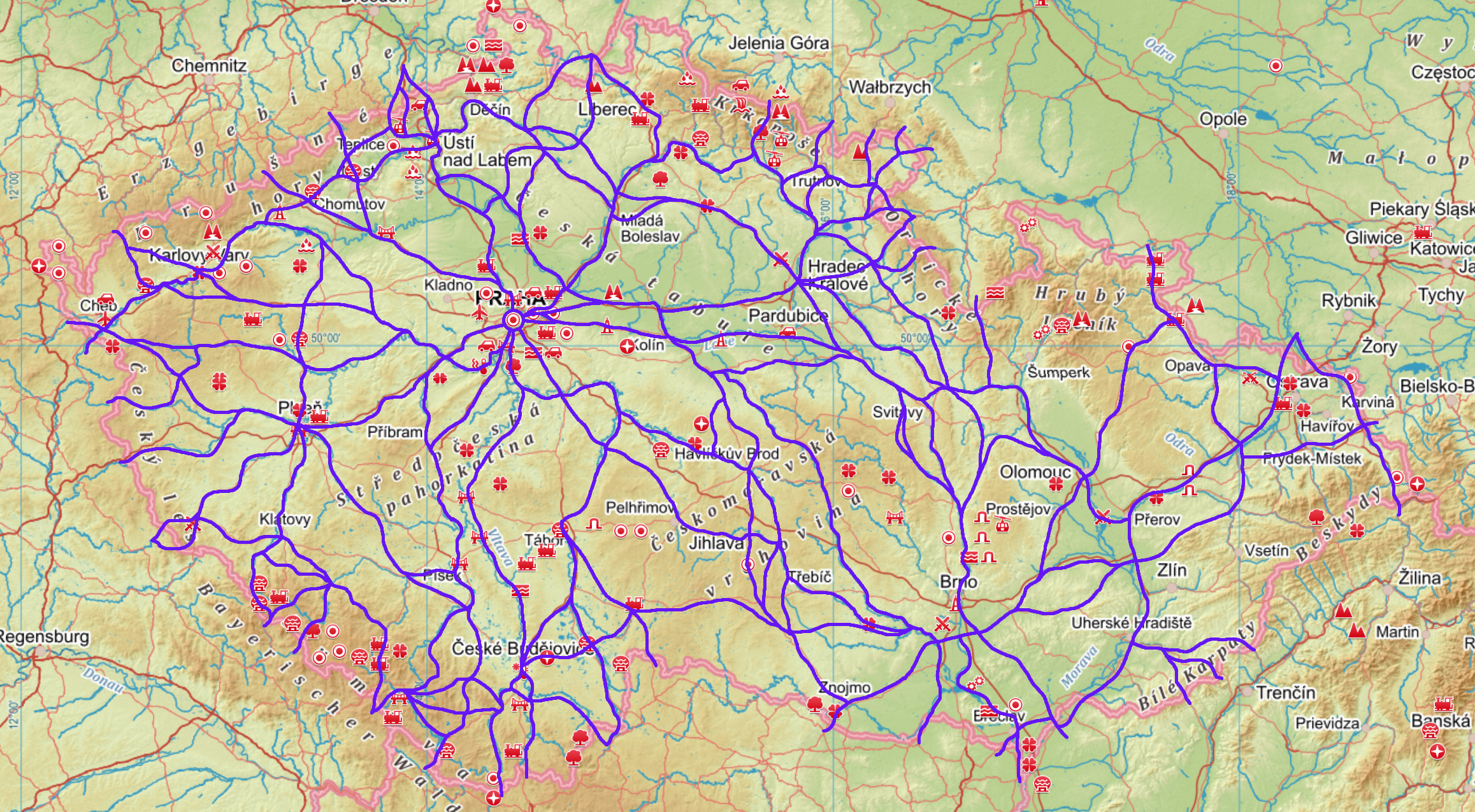
Nejvýznamnější zemské stezky na území České republiky

Otázka, kudy přesně cesta vedla je zkoumána již od 19. století. Názory na trasu stezky se však různí. Písemných pramenů zmiňujících stezku je navíc velice málo. Dá se říci, že historikové se shodují jen na několika málo průchozích bodech, jako například Litomyšl a hradiště Vratislav, dnešní Vraclav u Vysokého Mýta. Například cestu z Českého Brodu k Vraclavi vede Hermenegild Jireček přes Kouřim, Čáslav a Chrudim, zatímco Jan Karel Hraše přes Kolín a Pardubice a Pavel Choc uvádí dokonce tři možnosti trasy. K největším sporům došlo v místech zemské brány a průchod stezky rozsáhlým lesem na pomezí Čech a Moravy, kde existuje verzí o trase více než deset, například přes Poličku, Svitavy či Jevíčko. Názory na průběh ani existenci této stezky tedy nejsou dosud vůbec ustálené.

## Trasa stezky

### Trasa stezky v pravěku
Cesta pravděpodobně vycházela z Prahy podél Vltavy, na sever od vrchu Vítkova. Teprve v časech mnohem pozdějších se napřímila do své dnešní podoby jižně od zmiňované výšiny. Dále však existuje několik verzí dalšího pokračování. V nejstarších dobách pravěku mířila pravděpodobně na severovýchod přes dnešní Vysočany a odtud podél potoků přímo k řece Labi, se kterou se setkala u Brandýsa nad Labem, a podél ní proti proudu až do okolí současných Pardubic a následně po břehu řeky Loučné k moravské hranici. Je však jisté, že směr cest se od raného středověku napřimoval. Nejstarší slovanské osídlení je mezi středními a východními Čechami sice doloženo především kolem Labe, ovšem při podrobnějším zkoumání se došlo k závěru, že toto rozmístění obyvatel bylo způsobeno nejspíše pouze blízkostí řeky, nikoli stezky na Moravu. Tuto hlavní spojnici je třeba hledat jinde.

### Cesta od Prahy po Český Brod
Nejvíce se nabízí možnost přes Úvaly přímo k Českému Brodu. O správnosti této trasy se ovšem vedou spory. Trasa dnešní silnice přes Úvaly je sice používána již několik století, ovšem jak Úvaly, tak dále ve směru k Českému Brodu ležící Nová Ves, jistě kolonizovaná od tohoto města, se v písemných záznamech objevují až na samém konci 13. století, jde tedy o poměrně mladé osídlení s malou pravděpodobností průchodu původní staré stezky. Mnohem spíše mohla cesta vést od Běchovic obloukem vyklenutým k jihu přes vesnice starobylých jmen u brodů přes potoky se starými tvrzemi a kostely, zmiňované prvně často již před polovinou 13. století, některé i ve 12. století. Navíc se objevuje další tvrzení, mluvící o delších a kratších spojeních měst. V tomto nejpravděpodobnějším případě by vedle obloukovité hlavní veřejné cesty vedoucí starými vesnicemi na jihu existovala zároveň neveřejná přímá zkratka procházející neosídlenou lesní plochou a sloužící k rychlému přímému spojení mezi hrady.

### Cesta od Českého Brodu k Čáslavi
Český Brod, staré město na hranici původního jádra českého státu a možná jediný přechod směrem k východu, za nímž se větvily cesty do více směrů, je jedním z míst, na němž se historikové shodují v souvislosti s trasou stezky. Za ním však vzniká opět celá řada možností směru. Jedna ukazuje relativně přímou cestu ke Kutné Hoře od Vrbčan jihovýchodním směrem, jiná mluví o oblouku přes Kouřim. Obě tyto možnosti mohly vést opět zároveň vedle sebe jako oblouk a neveřejná zkratka, ale zde se mohlo jednat stejně tak i o dvě cesty souběžné či používané v různém období. Další možnost, patrně z pozdější doby, uvádí také cestu přes Plaňany ke Kolínu a poté obloukem míjejícím těsně Kutnou Horu do Čáslavi.

### Cesta přes Železné hory
Čáslav byla podle mnoha historiků ve středověku známa jako jedna z nejvýznamnějších křižovatek cest na východ od Prahy. Střetávaly se zde všechny tři významné stezky z Čech na Moravu, Trstenická, Libická a Haberská. Haberská a Libická stezka směřovaly více k jihu, k Jihlavě a Znojmu. Trstenická stezka pokračovala směrem na východ ke Chrudimi. Nejednalo se však rozhodně o trasu dnešní silnice, vzniklé koncem 18. století možná na místě původní neveřejné zkratky, rozhodně však ne na cestě hlavní. Její trasu je nutno hledat v oblouku z velké části již zaniklých cest přes Vrdy či přes Žleby společně s cestou Libickou. Následně stezka překračovala pás Železných hor dnes již z velké části neschůdnou trasou průsmykem nad vsí Vícemilice, dnešní Licoměřice u Ronova nad Doubravou. Od tohoto průsmyku se cesta stáčela na severovýchod k Heřmanovu Městci, aby se zde znovu setkala se zkratkou na místě dnešní silnice, jejíž trasu dále věrně kopírovala až do Chrudimi, starého významného města s dnes již zaniklým hradem, nacházejícího se na křižovatce se spojovací stezkou od Hradce Králové a Pardubic na jih k Haberské stezce. Vedle této stezky snad existovala druhá souběžná stezka menšího významu vedoucí podél Labe přes Starý Kolín a Pardubice, aby se pak s hlavní chrudimskou trasou znovu sešla pod hradištěm Vraclaví.

### Cesta od Chrudimi k Litomyšli
Na trase cesty od Chrudimi k Vraclavi se opět předpokládá oblouk hlavní stezky vyklenutý k jihu a rovnoběžná přímá zkratka přes dnešní Hrochův Týnec. Vraclav se zaniklým hradem z 11. století byla další jakousi křižovatkou stezek od Hradce Králové, Pardubic a Chrudimi, které se zde sbíhaly v jednu cestu pokračující k Vysokému Mýtu a odtud po břehu řeky Loučné přes Hrušovou k Litomyšli, zmiňované poprvé již roku 981 v Kosmově kronice jako hrad na stezce u vchodu do zemské brány.

## O Hrutově a zemské bráně na Trstenici

### Hrutov
Pokud jde o samotnou zemskou bránu zvanou podle písemných dokladů „na Trstenici“, jedná se o předmět vůbec největších sporů ohledně stezky. V souvislosti se zemskou branou je zmiňováno též hradiště zvané Hrutov s přilehlou vsí, kde se konaly trhy, a volnou plochou kolem zvanou Hrutovská pole, přilehlé těsně k východu z hraničního hvozdu z české strany. Toto později zaniklé a zapomenuté hradiště hledá dnes většina historiků na hradišti nad Benátkami u Litomyšle. Objevují se však i jiné názory jako Moravská Třebová, Jevíčko, nebo Úsobrno. Josef Pekař pak dokonce hledal Hrutov v Řetové u České Třebové a správnost svého tvrzení dokládal názvy okolních vsí připomínajícími zdánlivě přítomnost zemské brány. Ukázalo se však, že tyto názvy na zemskou bránu ukazovat nemusejí a navíc že jazykový vývoj z názvu Hrutov na Řetovou není možný.

### Průchod stezky zemskou branou
Pokud jde o samotný průchod stezky hraničním hvozdem, byla trasa původně ustálena přes vsi Trstěnice a Chmelík do Svitav, kde se měl podle listiny Václava I. z roku 1250 nacházet východ z hvozdu na moravské straně. Později se o této trase objevily pochybnosti. Roku 1917 podal Josef Vítězslav Šimák důkaz, že se nejedná v listině o dnešní Svitavy, nýbrž již před jejich založením existující Svitavu u Letovic, dnešní Svitávku
. Také se ukázalo že ona Trstenice, zmiňovaná u zemské brány není dnešní ves Trstěnice, nýbrž starý název pro Loučnou, zvanou dříve též Městská či Litomyšlská řeka. Dnes se nejpravděpodobnější trasou zdá cesta od Litomyšle na jih přes Benátky, Trstěnici a Pomezí u Poličky, později obloukem přes Poličku a Bystré ke Svojanovu a dále údolím potoka Křetínky ke Svitávce. Kromě této cesty existuje málo pravděpodobná delší trasa obloukem kolem Moravské Třebové a Jevíčka do Letovic a uvažuje se o pozdějším napřímení stezky od Chrudimi přes Luži k Poličce.

### Pokračování na Moravu a navazující stezky
Ve Svitávce se cesta větvila na dva směry. První z těchto cest známá jako Olomoucká stezka mířila k Jevíčku a odtud dále k Olomouci. Vlastní Trstenická stezka mířila na jih do Brna údolím řeky Svitavy, i když později byla v některých místech napřímena. V Brně se rozvětvovala do více cest rozbíhajících se po celé jižní Moravě, například ke Znojmu, k Břeclavi, nebo k Mikulčicím u Hodonína, kde křížila Jantarovou stezku a dále do Uher.

## Stezka dnes
Některé staré stezky časem zcela vymizely a dnes již nejsou v mnohých případech známa ani jejich jména. Česká stezka však dá se říci dosud nezanikla. Samotná její trasa je sice již nepoužívaná a ze značné části i neznámá, ovšem od 19. století převzala její význam železnice z Prahy přes Pardubice a Českou Třebovou do Brna či Olomouce a později i řada hlavních silnic. Po samotných stezkách se pak zachovala v krajině a ve vesnicích, kterými procházely, řada památek, ať už jde jen o úvozy, kterými cesta procházela, či o zachované domy ve městech, hradiště i jiná místa různých nálezů kolem pravděpodobných tras.